# مارال‌گول

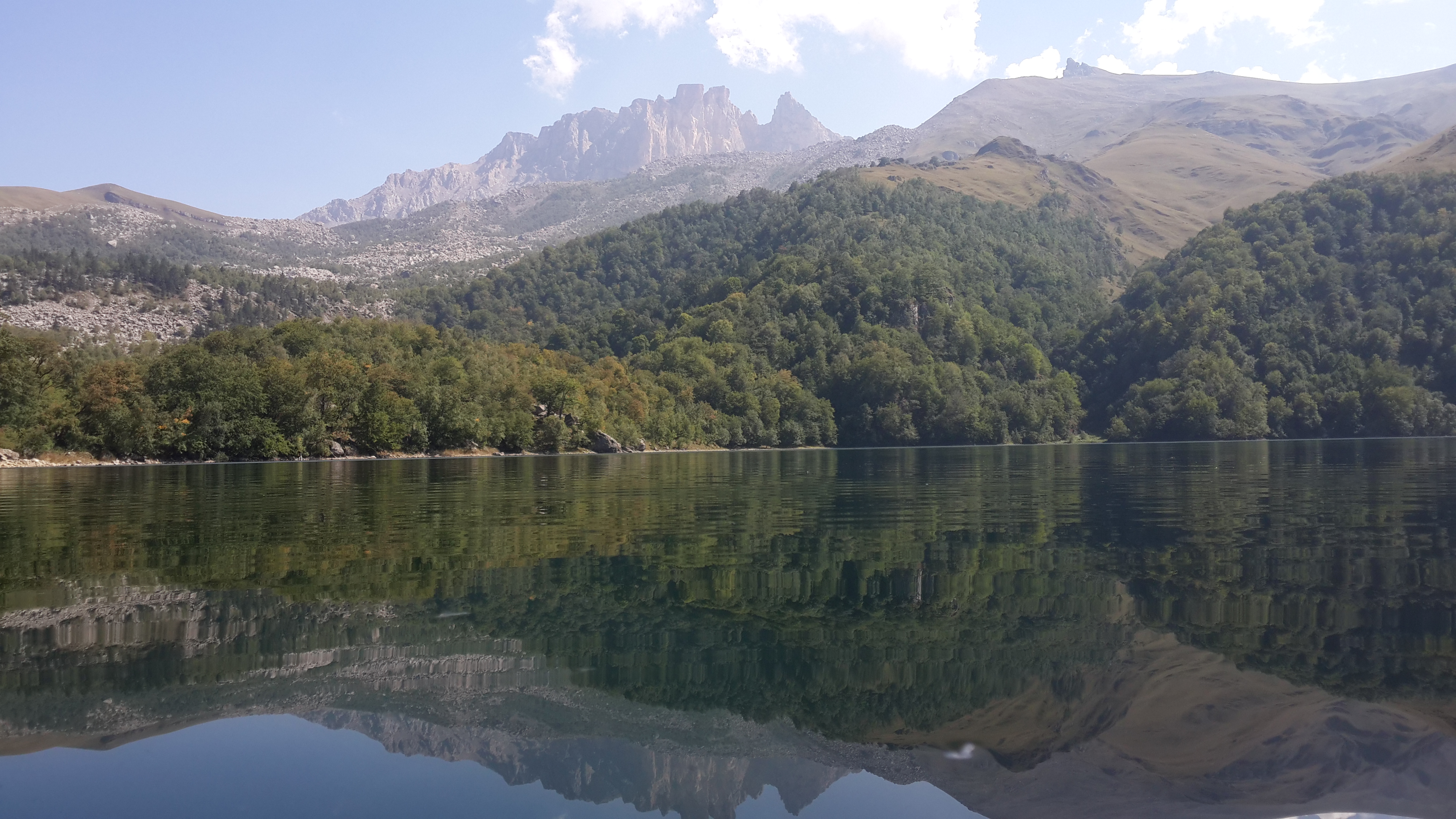
دریاچه مارال‌گول

مارال‌گول (ترکی آذربایجانی: Maralgöl) دریاچه کوهستانی است با ارتفاع ۱۹۵۰ متر از سطح دریا، طول ۷۰۰ متر، عرض ۵۰۰ متر و مساحت ۲۳ متر مربع. دریاچه در رشته‌کوه مراوی، در غرب جمهوری آذربایجان قرار گرفته‌است.

## اطلاعات کلی
عمق دریاچه مارال‌گول که مساحت ۲۳ هکتار را داراست، به ۶۰ متر می‌رسد. رود «آغسو» مارال‌گول را با گوی‌گول، دیگر دریاچه واقع در کوه کپز مرتبط می‌سازد. ریزش صخره‌ها از کوه بر اثر زمین‌لرزه مهیبی که جریان آب رودخانه را مسدود کرده، منجر به ایجاد مارال‌گول شده‌است. تالاب، مورلند متعارف و جنگل‌های متراکم دریاچه را احاطه کرده‌اند.
مارال‌گول در کنار ۸ دریاچه کوهستانی هم‌جوار دیگر، یکی از زیباترین و بایددیدهای جمهوری آذربایجان به‌شمار می‌رود.